# Warner Bros. Animation
Warner Bros. Animation — відділ мультиплікації компанії Warner Bros., філія конгломерату Time Warner. Студія тісно пов'язана з Looney Tunes, Merrie Melodies та ін. Ця студія є наступником компанії Warner Bros. Cartoons (колишня назва Leon Schlesinger Productions), студія яка продюсувала мультфільми Looney Tunes і Merrie Melodies у періоди з 1933 до 1963, і з 1967 до 1969 роки. Уорнер відновив власний відділ анімації, налагодивши робочі відносини з компанією Looney Tunes.
Після 1990 року, Warner Bros. Animation зосереджена на виробництві продукції для телебачення та анімації, включаючи відносини з Time Warner’s DC Comics.

## Фільмографія

### «Пакетні» фільми
| Назва                                              | Оригінальна назва                         | Прем'єра          |
| -------------------------------------------------- | ----------------------------------------- | ----------------- |
| Божевільний, божевільний, божевільний кролик Банні | The Looney Looney Looney Bugs Bunny Movie | 20 листопада 1981 |
| 1001 казка Багза Банні                             | Bugs Bunny’s 3rd Movie: 1001 Rabbit Tales | 19 листопада 1982 |
| Даффі Дак: Фантастичний острів                     | Daffy Duck’s Fantastic Island             | 5 серпня 1983     |
| Даффі Дак: Мисливці за чудовиськами                | Daffy Duck’s Quackbusters                 | 24 вересня 1988   |

### Оригінальні фільми
| Назва                            | Оригінальна назва             | Прем'єра          |
| -------------------------------- | ----------------------------- | ----------------- |
| Бетмен: Маска Фантазму           | Batman: Mask of the Phantasm  | 25 грудня 1993    |
| Космічний джем                   | Space Jam                     | 15 листопада 1996 |
| Чарівний меч: У пошуках Камелота | Quest for Camelot             | 15 травня 1998    |
| Сталевий гігант                  | The Iron Giant                | 6 серпня 1999     |
| Осмосіс Джонс                    | Osmosis Jones                 | 10 серпня 2001    |
| Луні Тюнз: Знову у дії           | Looney Tunes: Back in Action  | 14 листопада 2003 |
| Юні титани, вперед!              | Teen Titans Go! To the Movies | 27 липня 2018     |
| Космічний джем: Нове покоління   | "Space Jam A New Legacy       | 15 липня 2021     |

## Ссылки
- Офіційний сайт Warner Bros. Animation(англ.)